# Sport Club Alcamo
Maillots
Le Sport Club Alcamo, ou Basket Alcamo, est un club italien féminin de basket-ball appartenant à la Serie A2, soit le 2e échelon du championnat italien. Le club est basé dans la ville d’Alcamo, dans la province de Trapani en Sicile.

## Palmarès
- Finaliste de la Coupe Ronchetti : 1996

## Entraîneurs
- 1998-1999 :  Andrea Petitpierre
- 2010-2011 :  Andrea Petitpierre
- 2012 :  Andrea Petitpierre

## Joueuses célèbres ou marquantes
- Cynthia Cooper
- Lisa Leslie
- Tari Phillips
- Susanna Stabile